# Шишарка
Шишарка је кратак изданак четинара, варијанта стробилуса, који носи репродуктивне органе (плодне листиће, спорофиле). Шишарке су једнополне, а шишарке оба пола се најчешће налазе на истој биљци (једнодомост). Ређе су четинари дводоми и носе само један тип шишарки на стаблу. Мушке шишарке су код већине врста зељасте, док су женске одрвенеле. Унутар женских шишарки развијају се семена.

## Грађа мушких шишарки
Мушке шишарке су изграђене из густо и спирално поређаних микроспорофила, на којима се диференцирају микроспорангије (поленове кесе) у којима настаје полен. Код четинара може се разликовати неколико основних типова мушких шишарки:
- код кордаита (Cordaitales) мушке шишарке су биле у ствари ресолике сложене цвасти, на бочним осовинама ових цвасти били су спирално распоређени стерилни и фертилни листови (микроспорофили);
- шишарке чемпреса (Cupressaceae) — микроспорофили су у облику листолике љуспе са кратком лисном дршком, а са доње стране љуспе налазе се малобројне слободне спорангије;
- шишарке собних јела (Araucariaceae) — микроспорофили су у облику листолике љуспе са чије доње стране виси већи број слободних спорангија;
- шишарке борова (Pinaceae, Podocarpaceae) — љуспичасти микроспорофили са доње стране носе две срасле микроспорангије;
- код изумрле фамилије Lebachiaceae шишарке су налик шишаркама борова, али две микроспорангије нису срасле, већ су слободне.

- мушке шишарке врсте Calocedrus decurrens (Cupressaceae)
- мушке шишарке врсте
- незреле мушке шишарке бора

## Грађа женских шишарки
Женске шишарке савремених четинара сложеније су и разноврсније грађене од мушких:
- у фамилији борова главна осовина женске шишарке (еквивалент кратког изданка) најчешће носи бочне осовине (еквиваленте гранама стабла), које се развијају у пазуху спирално распоређених заштитних љуспи. Бочне осовине носе једну до неколико брактеја и плодних љуспи на којима се развијају две макроспорангије (семени замеци);
- у фамилији собних јела заштитне љуспе и плодне љуспе су срасле и носе само једну макроспорангију;
- у фамилијама чемпреса и Sciadopityaceae такође долази до потпуног срастања заштитних и плодних љуспи, на којима се развија од једног до 20 семених заметака (изузетак од овог типа грађе представља шишарка клеке, која је сочна);
- у фамилијама тиса (Taxaceae) и Cephalotaxaceae развија се само једна плодна љуспа која носи једну макроспорангију, око које се развија сочан арилус;
- у фамилији Podocarpaceae шишарке су сличне тисиним, само изграђене од неколико плодних љуспи око којих се развија арилус.

- женска шишарка црног бора
- женске шишарке врсте
- женске шишарке чемпреса (Cupressus sempervirens)
- сочне шишарке клеке (Juniperus communis)
- зреле (лево) и незреле шишарке европске тисе
- женске шишарке врсте
- Pinus coulteri Тежи.